# Lotononis listii
Lotononis listii är en ärtväxtart som beskrevs av Roger Marcus Polhill. Lotononis listii ingår i släktet Lotononis och familjen ärtväxter. Inga underarter finns listade i Catalogue of Life.